# Col·leccions de Rodolf II
L'emperador del Sacre Imperi Romanogermànic Rodolf II va reunir entre 1577 i 1612 una gran col·lecció d'objectes valuosos, així com una col·lecció de milers de pintures i altres obres d'art. La col·lecció, hostejada al castell de Praga, incloïa una biblioteca, una armeria amb un gran nombre d'armadures i un gabinet de curiositats o "Kunstkammer". El gabinet de curiositats estava constituït per monedes, medallons, obres d'orfebreria i en pedra tallada, figures d'ivori, llibres, dibuixos, instruments científics i musicals, així com objectes naturals. La col·lecció de pintures incloïa artistes italians de renom com Paolo Veronese, Antonio da Correggio i Leonardo da Vinci, així com també pintors del nord d'Europa, com Albrecht Dürer i Pieter Brueghel el Vell.
Molts dels tresors de Rodolf II van ser dispersats quan el Castell de Praga va ser saquejat pels suecs el 1648, en la que seria la darrera acció bèl·lica de la Guerra dels Trenta Anys, constituint-se en la base de la col·lecció d'art de Cristina de Suècia. Posteriorment, la millor part de la col·lecció de pintures va acabar formant part de la col·lecció Orleans.

## Els edificis

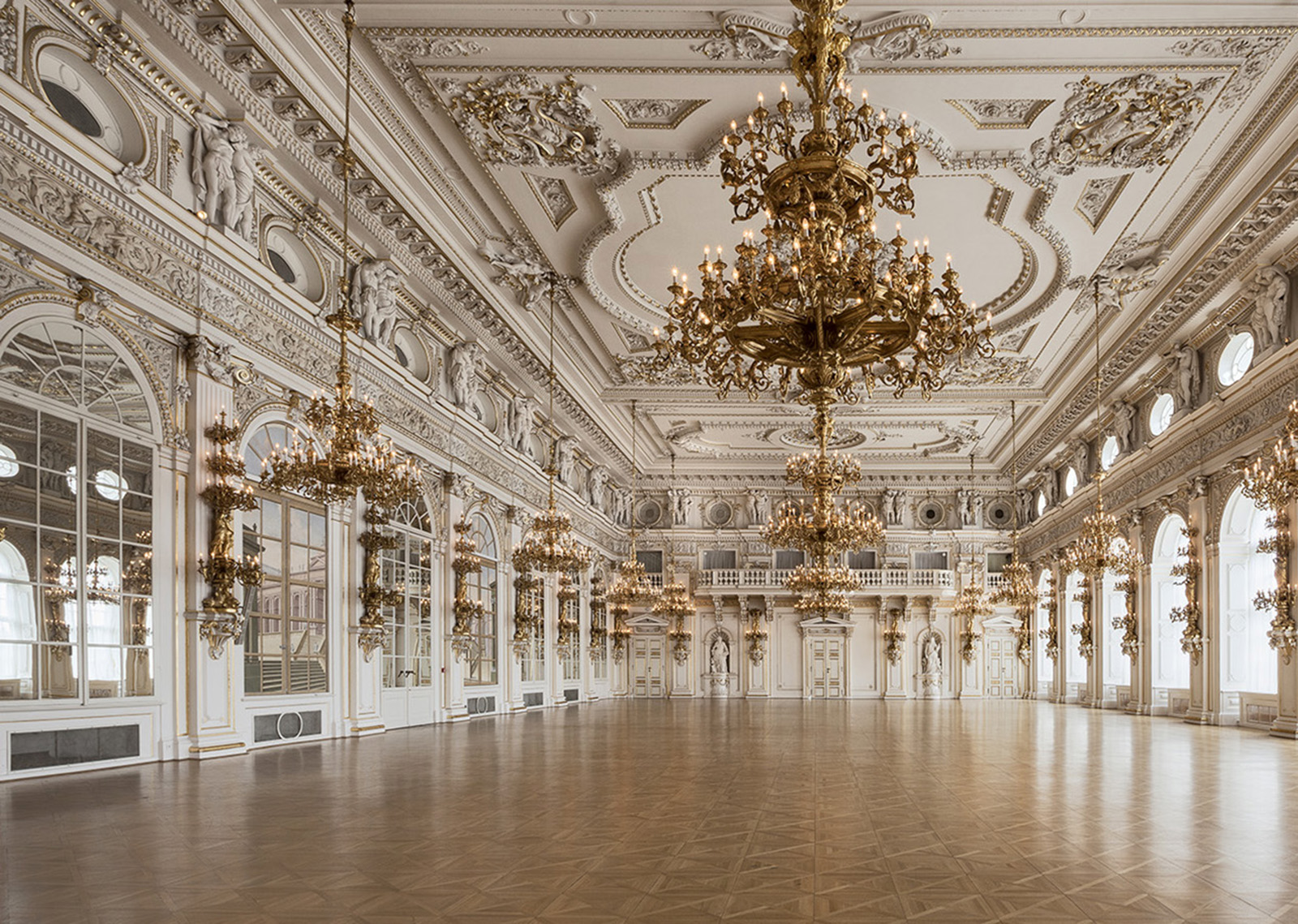
Sala Espanyola

Quan Rodolf II es va traslladar a viure a Praga definitivament el 1583, hagués pogut escollir diversos palaus situats dintre del recinte del castell de Praga. En canvi va preferir com a residència un petit palau, la Torre Blanca.

### Els arquitectes
Durant molt temps Rodolf va estar planejant la construcció d'un nou palau residència en el recinte del castell de Praga. Si bé disposava d’un projecte ideat per dos arquitectes locals, Hans Tirol i Bonifaz Wohlmut, Rodolf II va voler un arquitecte amb més prestigi. Atès que la seva tieta Joana d'Àustria era l'esposa del gran duc de Toscana, Francesc I de Mèdici, li fou fàcil convidar al florentí Antonio Lupicini, el qual treballava pels Mèdici. Lupicini arribà el 1578, i començà a treballar en un projecte. La seva feina s'interrompí perquè se li demanaren projectes de construccions defensives a Viena, i la seva proposta final no agradà. El 1585 Rodolf tornà a demanar ajuda a Francesc I de Mèdici, i contractà dos arquitectes florentins, Giovanni Gargiolli i Antonio Valenti, els quals arribaren a Praga el mes de juny de 1586. El desembre del mateix any Gargiolli tornà a Florència amb unes propostes constructives per sotmetre-les a la consideració de l’arquitecte Bernardo Buontalenti i al mateix, Francesc I de Mèdici.
De tornada a Praga amb un projecte constructiu definitiu, el 1587 Gargiolli va escriure a Buontalenti que Rodolf havia donat l'aprovació al projecte presentat, però sembla que Rodolf II va encomanar a Gargiolli un projecte totalment nou: uns estables pels seus cavalls, no gaire lluny de la seva residència personal. Un dels motius del canvi sembla que fou l'econòmic. Sembla que bastants dels diners destinats a la construcció del nou palau foren empleats cap altres fins.
Va ser un grup d'artistes i artesans, principalment d'origen italià, sota la direcció de Martino Gambarini i Giovanni Maria Filippi, els que van construir i decorar les sales per a les col·leccions.

### Els espais

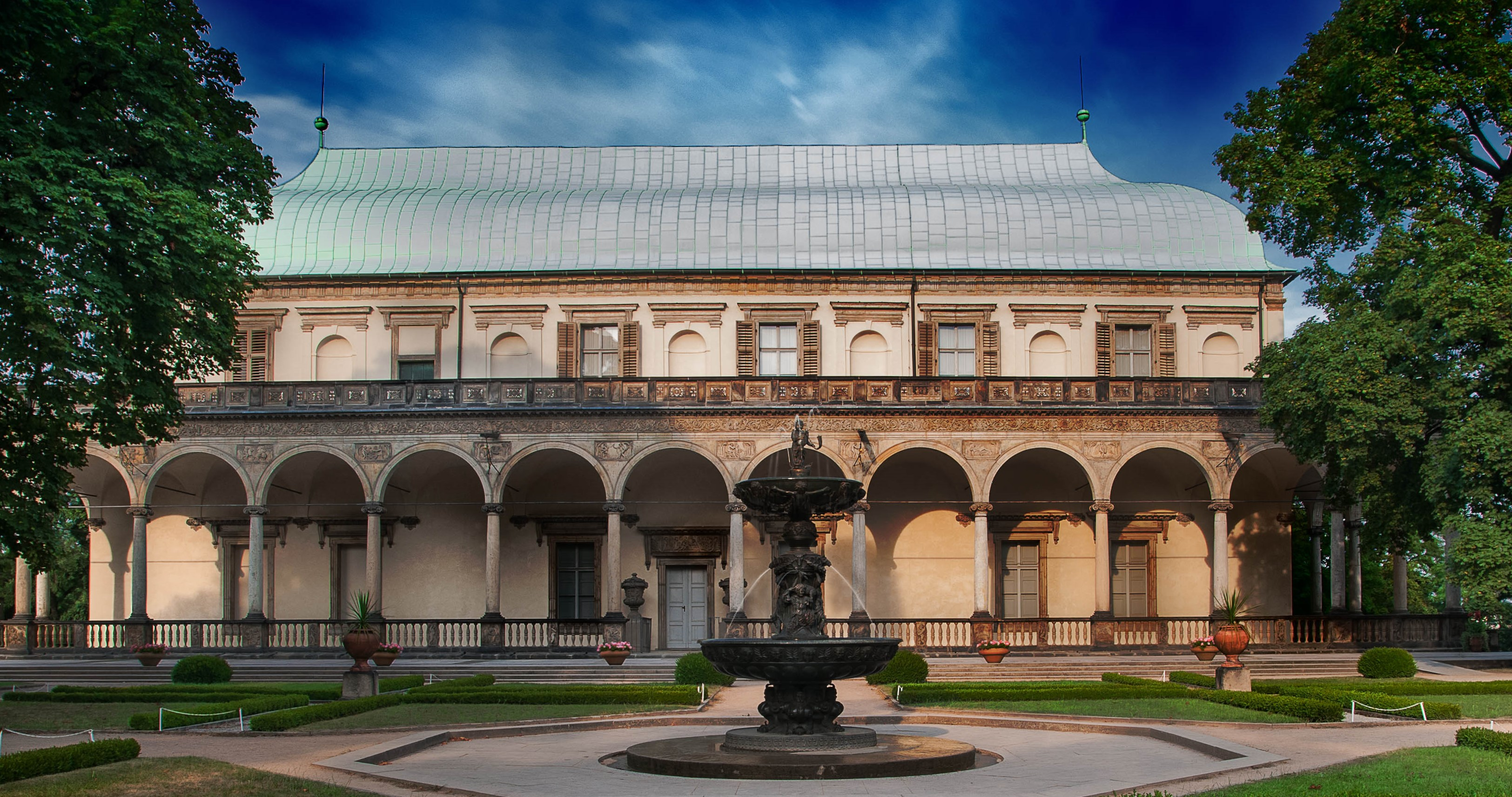
Casa d'Estiu del castell de Praga

Rodolf II era un gran afeccionat als cavalls des de la seva estada de joventut a la cort de Madrid, i feu construir uns estables pels cavalls de la seva propietat, els quals havia fet traslladar de Viena a Praga entre 1578 i 1580. Els estables, coneguts com els Estables Espanyols, tenien capacitat per allotjar 66 cavalls. El 1597 s'aixecà a la planta superior dels estables un saló de grans dimensions, anomenat la Sala Espanyola, destinada a hostejar les pintures i escultures d'estuc i bronze de l'escultor imperial Adriaen De Vries. El sostre de la sala estava decorat amb pintures il·lusionistes de Pauwel i Jan Vredeman de Vries. El 1601 s'inicià l'edificació d'una galeria de dos pisos i de 60 metres de longitud, dividida en tres habitacions en cada pis, la qual constituiria la seu del gabinet de curiositats. No es conserva cap descripció de la galeria.
Fins que no finalitzaren aquestes construccions, les pintures de la col·lecció de Rodolf II estaven distribuïdes per diversos llocs, com la Casa d'Estiu del castell de Praga i els palaus d'estiu del Jardí Reial i de la Reserva de Caça Reial.

## L'origen de les col·leccions

La festa del Rosari, de Dürer

Al·legoria de la Música, d'Alessandro Turchi

La dinastia dels Habsburg van començar a col·leccionar objectes d'interès a l'edat mitjana: el primer Habsburg, Rodolf IV va iniciar en el segle xiv el procés d'acumulació d'objectes valuosos i/o curiosos, el qual es va ampliar amb successives adquisicions, donacions, herències i desamortitzacions. Sota Frederic III, en el segle xv, el tresor familiar incloïa objectes d'or i plata, monedes, medalles, pedres precioses, joies, documents, manuscrits i instruments científics. El seu fill Maximilià I va ampliar les propietats pel seu matrimoni amb Maria de Borgonya. Va col·leccionar objectes d'art, en particular gemmes. No obstant això, aquest tresor mai es va exposar, sinó que es va guardar en baguls en diversos llocs.
L'avi de Rodolf II, Ferran I, tenia debilitat per les monedes romanes, i Maximilià II, el seu pare, col·leccionava estàtues de l'antiguitat clàssica.
Rodolf va desenvolupar el gust per a la pintura durant la seva estada d'adolescent a la cort dels  Habsburg a Madrid entre 1563 i 1571. Allà va poder contemplar les obres de grans mestres com Pieter Brueghel el Vell, Hieronymus Bosch, Rafael, Antonio da Correggio, Albrecht Dürer i Ticià. En el viatge de tornada a Viena, Rodolf va aturar-se a Gènova i Milà, i va fer estades a les corts ducals de Mantua i Ferrara. A tots aquests llocs les dinasties dominants eren grans col·leccionistes d'art.
El 1576 morí l'emperador Maximilià II, i Rodolf II va prendre possessió de les seves col·leccions. L'oncle de Rodolf II, Ferran II d'Habsburg, va morir el 1595, i Rodolf II va comprar per 100.000 tàlers els continguts de la Kunstkammer del castell d'Ambras als seus hereus. Ernest d'Àustria, germà de Rodolf II, va morir el 1595 quan tenia 42 anys i era governador dels Països Baixos. Rodolf II va heretar la seva col·lecció d'art, la qual es transportà a Viena, on fou dispersada per les col·leccions imperials de la ciutat i Praga.
A part de les obres d'art de les col·leccions dels seus antecessors, Rodolf II va heretar els seus contactes i equips humans. Per un cantó, una sèrie de pintors i artistes que ja treballaven per al seu pare, com Giuseppe Arcimboldo, Hans Mont, els medallistes Alessandro i Antonio Abondio, pare i fill, i Wenzell Jamnizter. I també disposà d'una xarxa d'ambaixadors i agents amb experiència en l'adquisició d'obres d'art per a l'emperador. Tot això facilità que Rodolf II construís les seves col·leccions.
Els obsequis rebuts també augmentaren la seva col·lecció de pintures. De Cèsar I d'Este, duc de Mòdena rebé en l'any 1599 L’Esclavonne, obra de Ticià. Es creu que l’àvia del duc, Laura de Dianti, fou la model de la figura femenina de la pintura.

### Compres a través de tercers
Les noves adquisicions foren directament encarregades per Rodolf II, o bé obtingudes a través d'agents com Philipp Hainhofer, col·leccionistes com el comte Hans Khevenhüller i pintors com Hans von Aachen. Aquest pintor va rebre diversos encàrrecs per comprar obres d'art. El primer fou la compra d’obres de la col·lecció del difunt cardenal Antoine Perrenot de Granvelle; per aquest motiu, hagué de viatjar el 1597 a Besançon per iniciar les negociacions. Entre 1603 i 1604 von Aachen va negociar a Mòdena la compra de diverses escultures del cardenal Ridolfo Pio da Carpi , així com d’un baix relleu conegut com Letto di Pilecletto. El 1606 va comprar la pintura La festa del rosari, obra d'Albrecht Dürer de 1506. L'obra, ubicada a l'església alemanya de Venècia, fou adquirida per una quantitat nou vegades superior al seu preu original. La pintura, segons instruccions directes de l’emperador, fou traslladada per quatre homes forçuts des de Venècia fins a Praga passant pel pas del Brenner, assegurant que l’obra viatjava ben dreta i que no toqués la neu.
Un altre agent de Rudolf II era el comte Simon von Lippe, governador del principat de Lippe. El 1602 va intentar comprar el tríptic El judici final de Lucas van Leyden ubicat a l’ajuntament de Leiden, però la reacció contrària de les forces vives de la ciutat ho impedí.

## Contingut de les col·leccions

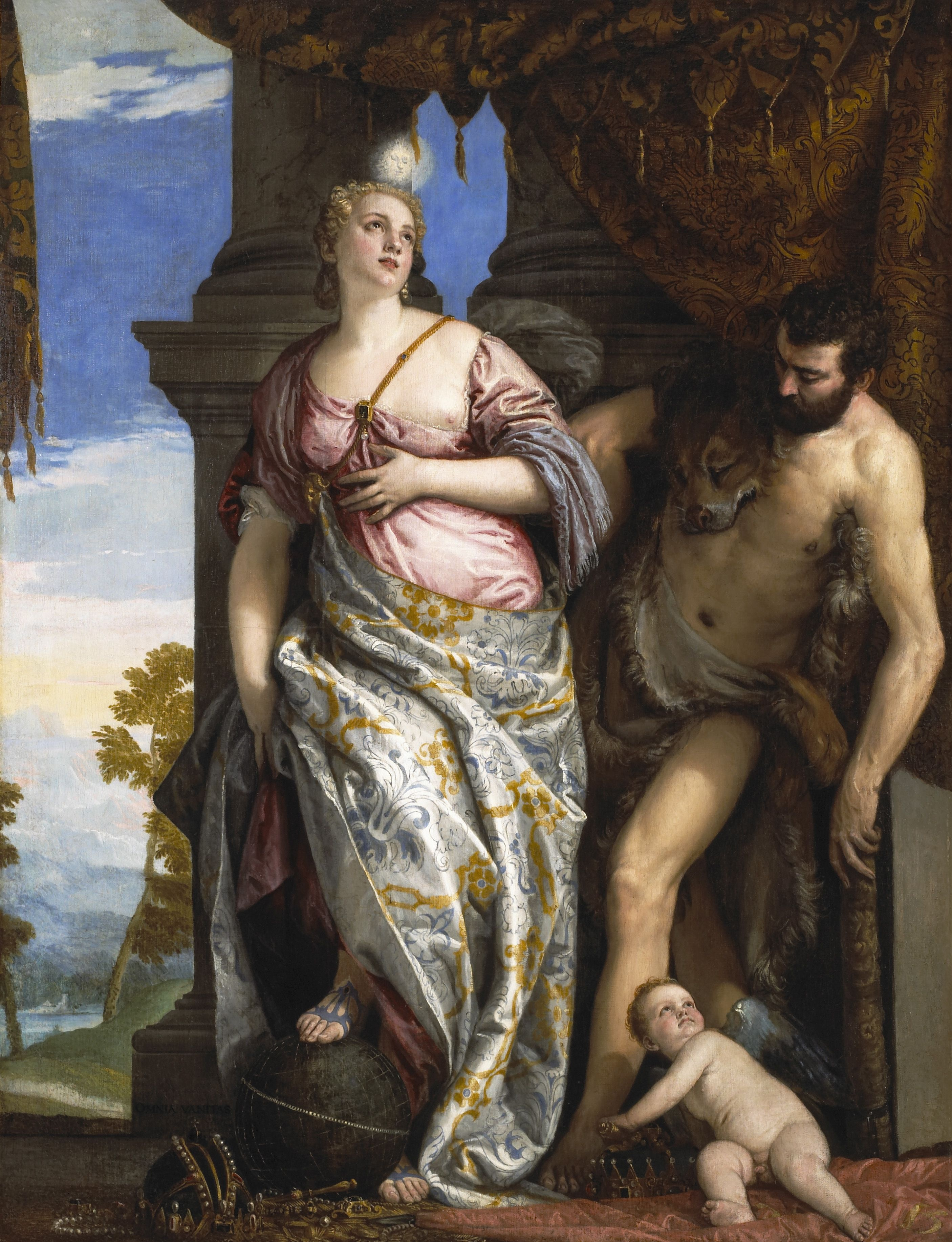
Saviesa i Força, de Veronese

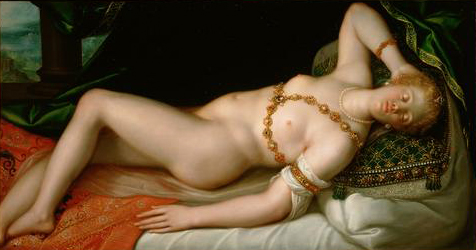
Venus dormida, de Ravesteyn

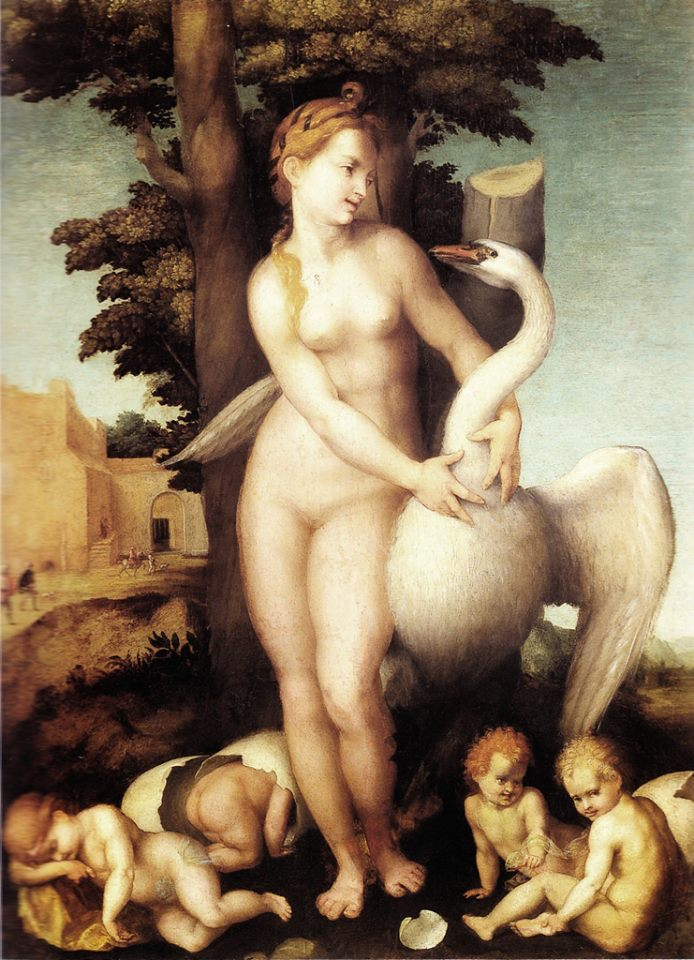
Leda i el cigne, de del Sarto

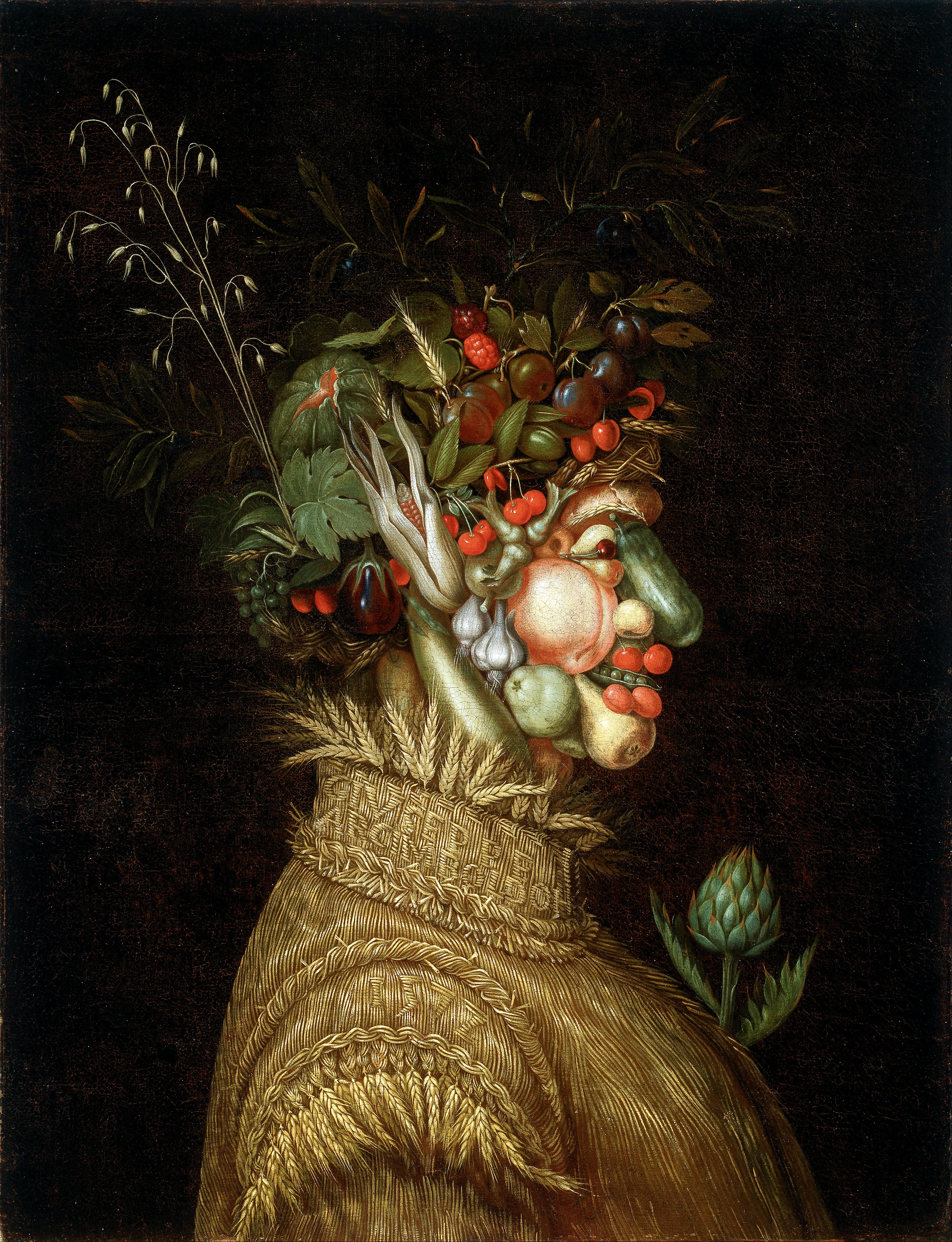
Retrat al·legòric Estiu, d'Arcimboldo

A Rodolf II, com a home del Renaixement, li interessava l'art contemporani i el de l'Antiguitat clàssica, però demostrava indiferència per l'art romànic i gòtic. L'emperador va col·leccionar tant pintures com dibuixos. En el Renaixement es va originar a Itàlia el debat sobre quina dels vessants artístiques d'un pintor era més rellevant, la línia (dibuix) o el color. Aquestes dues opcions representaven la pintura de dues zones d'Itàlia. El dibuix era defensat sobretot per la pintura centre-italiana, sent el seu màxim representant Miquel Àngel, mentre que la pintura veneciana es decantava pel color, sent el seu paladí Ticià.
Si bé al principi els dibuixos no eren considerats obres d'art en si mateixos, sinó obres auxiliars, en el segle XVI els seus defensors argumentaven que el dibuix representava una forma superior d'art, la primera expressió que l'artista havia tingut d'una idea, expressada de forma pura i sense filtres. Si l'artista era diví, el dibuix era el primer missatge que Déu li havia enviat. Per l'altre cantó, els defensors del color exposaven que una pintura en color representava molt millor la realitat.

### Col·leccionista d'art
La col·lecció de pintures de Rodolf II tenia obres de Leonardo da Vinci, Antonio da Correggio, Andrea del Sarto, Albrecht Dürer, Pieter Brueghel el Vell i Hieronymus Bosch entre d'altres. En la seva galeria tenia el conjunt d'olis d'Adam i Eva, d'Albrecht Dürer. D'Andrea del Sarto va adquirir la pintura Leda i el cigne. La col·lecció gaudia d'una bona representació de la pintura renaixentista veneciana. Incloïa Magdalena penitent, de Tizià; de Tintoretto tenia la pintura Origen de la Via Làctea, sense saber-se amb seguretat si la va heretar del seu pare, Maximilià II, o fou adquirida pel propi Rodolf II. De Paolo Veronese tenia set quadres de grans dimensions, que mostraven una combinació de subjectes al·legòrics i mitològics: L'elecció entre el Vici i la Virtut, Saviesa i Força, Mars i Venus units per Amor, Mercuri, Herse i Aglaure, Venus i Adonis, Venus i Amor i Mars i Venus amb Cupid i un cavall. Les pintures es van crear entre la meitat de la dècada de 1560 i la de 1580, i per diverses rutes van acabar formant part de les col·leccions de Rodolf II. En la seva col·lecció també hi figurava L'educació de Cupid, del pintor Lambert Sustris, d'origen holandès però que havia desenvolupat la seva carrera professional a Venècia.

### Mecenes
En les obres encarregades per Rodolf II, predominava l'estil manierista. Aquest va ser un estil artístic que va néixer a Itàlia en el segle xv, entre el Renaixement i el Barroc. Gràcies a la àmplia política de mecenatge de l'emperador, Praga es va convertir en un dels principals centres d'art a Europa del segle XVI. L'art promogut per Rodolf II sorgia de la barreja de l'estil manierista que venia d'Itàlia per una banda i dels Països Baixos i Alemanya per l'altra. En l'art decoratiu, freqüentment predominaven escenes amb contingut eròtic, una referència continuada a composicions mitològiques i al·legòriques que ajudaven a admirar la bellesa d'un cos nu.
Rodolf II va atreure a la seva cort diversos pintors holandesos i alemanys. El seu favorit fou Bartholomeus Spranger, el qual pintà els frescos de les habitacions palatines amb d'al·legories i escenes mitològiques com també quadres amb temàtica eròtica. Un altre autor que treballà a Praga fou Giuseppe Arcimboldo, el qual probablement fou el pintor més original de la cort Rodolfina, amb l'estil més peculiar. En el seus retrats de l'emperador, aquest representa a Vertumne, divinitat romana i etrusca que presidia els canvis d'estació de la natura, motiu pel qual la figura de Rudolf està composta de flors, animals i verdures.  Arcimboldo va ser també l'organitzador de les festes de la cort, exercint-se així mateix com a dissenyador de la indumentària teatral, enginyer, pirotècnic i músic. Hans von Aachen, va ser un excels retratista i el més laboriós dels pintors de la cort de Rodolf II, ja que és autor de 35 quadres. Von Aachen també adquiria, per encàrrec de l'emperador, objectes d'art per a les col·leccions imperials. Egidius Sadeler va ser el millor gravador en coure de Rodolf II. El més cèlebre dels seus gravats representa Rodolf II amb la cuirassa i la corona de llorer. En realitat, l'emperador mai no va combatre en un camp de batalla. Sadeler va fer el gravat segons el no menys cèlebre retrat fet per Hans von Aachen.
Sembla que una sèrie de pintures amb una alta càrrega eròtica estaven en una cambra secreta, prop de la Torre Blanca. En aquesta col·lecció de l'emperador es trobaven "Hèrcules, Deianira i el centaure Nessos", obra de Bartholomeus Spranger i també “Sense Ceres ni Bacus, Venus es congela”, obra del gravador i pintor holandès Hendrick Goltzius, del qual Rodolf II tenia una excel·lent opinió artística, fins al punt d'atorgar el privilegi de declarar il·legal tota còpia dels seus gravats, però a canvi Goltzius havia de lliurar tres exemplars de cada nou gravat a Rodolf II.
Autors com Bartholomeus Spranger, Hans von Aachen i Joseph Heintz empraven la tècnica, entre d'altres, de pintar sobre plaques de coure, perquè aquest suport ressaltava la brillantor de la pintura, produint una superfície similar a la d'una joia. L'emperador els encarregava obres, les quals eren utilitzades com a presents per a altres sobirans i nobles.
Adriaen de Vries, escultor format a Florència, va arribar a Praga el 1593. Entre 1603 i 1609 va crear una sèrie de tres busts de bronze de Rodolf II. Sota el patrocini de Rodolf II executà Mercuri i Psique i Psique conduïda a l'Olimp. El 1602 fou nomenat escultor de la Cort. El que seria el mestre de Rembrant, Otto van Veen, també va treballar a Praga per Rodolf II.

### Curiositats
La fal·lera manierista cap a l’artifici dugué a Rodolf II a una fascinació cap objectes mecànics com fonts, màquines d’aigua, bombes d'aigua, màquines voladores, autòmats, rellotges, instruments científics en general i preteses maquines de moviment perpetu en particular. Alguns d’aquests objectes s'hostejaven al seu gabinet de curiositats, el qual també albergava monedes i medallons, obres d'orfebreria i en pedra tallada, figures d'ivori, llibres, dibuixos, instruments científics i musicals, així com objectes naturals. Segons els inventaris existents, la col·lecció estava classificada en tres grans categories, naturalia, artificialia i scientifica, corresponent a objectes naturals, obres d'art i instruments científics.
Molts dels objectes estaven guardats dintre de grans armaris, calaixeres, caixes i baguls; també estaven disposats sobre taules. En aquest sentit, la Kunstkammer de Rodolf II era molt diferent d'altres gabinets de curiositats contemporanis. Per exemple, en els de Múnic i el castell d'Ambras els objectes estaven disposats per que els visitants veiessin immediatament el màxim nombre d'objectes, i fossin conscients del seu gran valor, importància i excepcionalitat. En el cas de Praga, sembla que l'objectiu principal era l'estudi dels objectes i les possibles interrelacions entre ells.

### Llibres
Rodolf II també disposava al castell de Praga d’una llibreria personal, separada de la llibreria imperial de Viena. Tenia una dimensió considerable, atès que disposava d’un bibliotecari dedicat, Martin von Hasdale (1570–1630). Només en la Kunstkammer es van inventariar uns 250 llibres. El contingut incloïa molts llibres d'alquímia, així com de dibuixos i aiguaforts de paisatges, edificis, ciutats, animals i plantes notables, juntament amb alguns llibres litúrgics i alguns còdexs exòtics com manuscrits de fulla de palmera. Sembla que Rodolf II va adquirir el famós manuscrit Voynich, llibre escrit en un codi criptogràfic i que en l'actualitat (gener de 2023) encara no ha pogut ésser desxifrat.

### Inventaris
El miniaturista Daniel Fröschl va ser contractat com a tresorer imperial per a registrar el contingut de la col·lecció. Al llarg dels anys 1607-11, Fröschl va crear un inventari detallat que cobria la part de la col·lecció del gabinet de curiositats i que ascendia a 2.814 objectes. No hi ha cap inventari complet de les pintures de Rodolf II, els continguts de la seva armeria i biblioteca, les seves insígnies reials i tresors, gemmes i antiguitats, tapissos o la decoració de les habitacions. Aquests elements s'han descrit fins a cert punt en catàlegs menors.

## La dispersió de les col·leccions

### Els nous propietaris

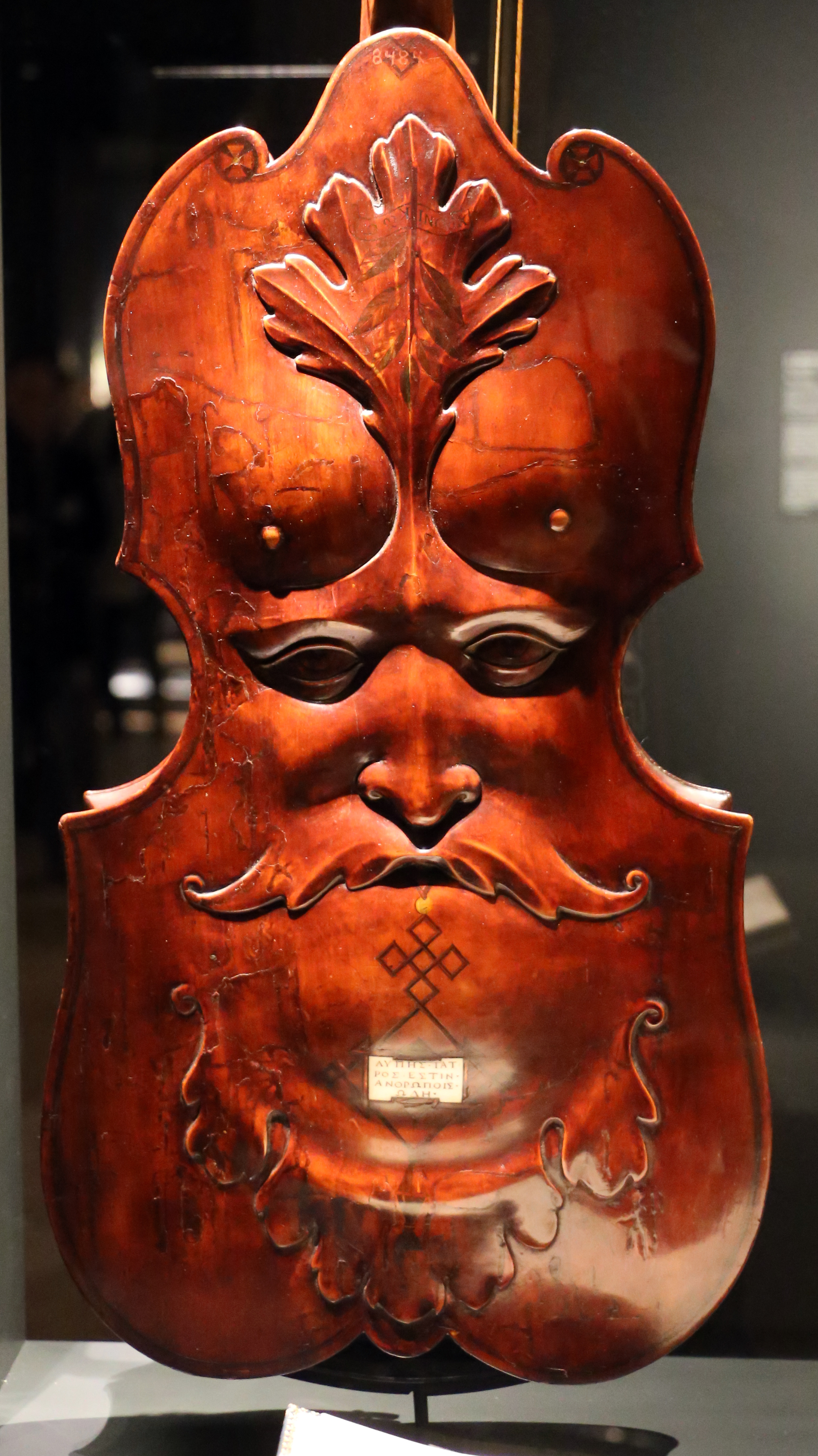
Lira, de Giovanni d'Andrea

Rodolf II va morir el 1612. Segons els desitjos de l'emperador, la col·lecció estava pensada per mantenir-se junta i ser part essencial i indispensable de la fortuna de la família dels Habsburg. Però després de la seva mort i abans del saqueig de 1648, es produí una successió de tres propietaris. Primer el va succeir el seu germà, Maties I, el qual, al no tenir fills, fou succeït el 1619 pel seu cosí Ferran II, el qual mogué la cancelleria de Praga a Viena. El 1637 el succeí el seu fill, Ferran III.
Maties I, emperador entre 1612 i 1619, va fer servir part de les col·leccions per pagar els deutes del seu germà Rodolf II, i també s'emportà objectes a Viena. Durant el regnat de Ferran II i Ferran II la seu de la cort imperial tornà a Viena, i cadascun dels emperadors va traslladar a aquesta ciutat els objectes de les col·leccins de Rodolf II que consideraven més valuosos. Ferran II va traslladar la lira tallada de Giovani d'Andrea, el retrat de Rodolf II fet en vidre gravat per Caspar Lehmann i una tassa feta amb la banya d'un rinoceront. Tots tres es poden trobar actualment en el Museu d'Història de l'Art de Viena. Una part dels objectes importants de les col·leccions rodolfinianes es van integrar a les col·leccions imperials de Viena.
El primer intent d'apoderar-se de la col·lecció es produí el 1619, a l'inici de la Guerra dels Trenta Anys. La noblesa protestant del regne de Bohèmia es va rebel·lar contra Ferran II, i va proposar vendre les col·leccions de Rodolf II per finançar la seva revolució. Els protestants també estaven indignats per "les estàtues i pintures, moltes de les quals representaven cossos despullats, destinats més a corrompre que a il·lustrar la ments dels homes". El seu propòsit era empenyorar les obres d'art, així com altres objectes valuosos, a Nuremberg. Amb aquest objectiu es va dur a terme un inventari, però la derrota protestant a la batalla de la Muntanya Blanca el novembre de 1620 ho aturà de cop.
El 1636, Lord Thomas Howard, ambaixador anglès a la cort de l'emperador Ferran II, va visitar Praga, juntament amb el seu oficial d'armes, William Crowne i l'artista Wenzel Hollar. Després d'haver vist les cambres, van entrar a la Kunstkammer i Crowne va observar el que hi van trobar: a la primera de les quatre sales, "20 armaris contenien objectes de corall, porcellana, perles, plaques de bronze amb incisions, instruments matemàtics, bols d'ambre, recipients de àgata, or i cristall, minerals, mosaics de pedra, objectes d'ivori i un unicorn (un ullal de narval) d'aproximadament un metre de llarg, obres de metall i bronze, instruments astronòmics i exòtics". A les habitacions del costat, els armaris contenien quadres, “curiosa” i "naturalia". L'última sala era la biblioteca. Aquesta descripció demostra que 25 anys després de la mort de Rodolf II, els objectes deixats a Praga eren una "col·lecció molt honorable de l'emperador Rodolf",, encara que havia estat delmada pels seus successors, Maties I i Ferran II, els quals havien transportat una part considerable de la col·lecció a Viena. Ferran III va fer construir noves sales al Palau Imperial de Viena per allotjar les noves adquisicions.
Arran de la primera invasió de Bohèmia per part dels suecs en el 1637, es van traslladar obres d'art i diversos objectes a Viena.

### El saqueig de 1648

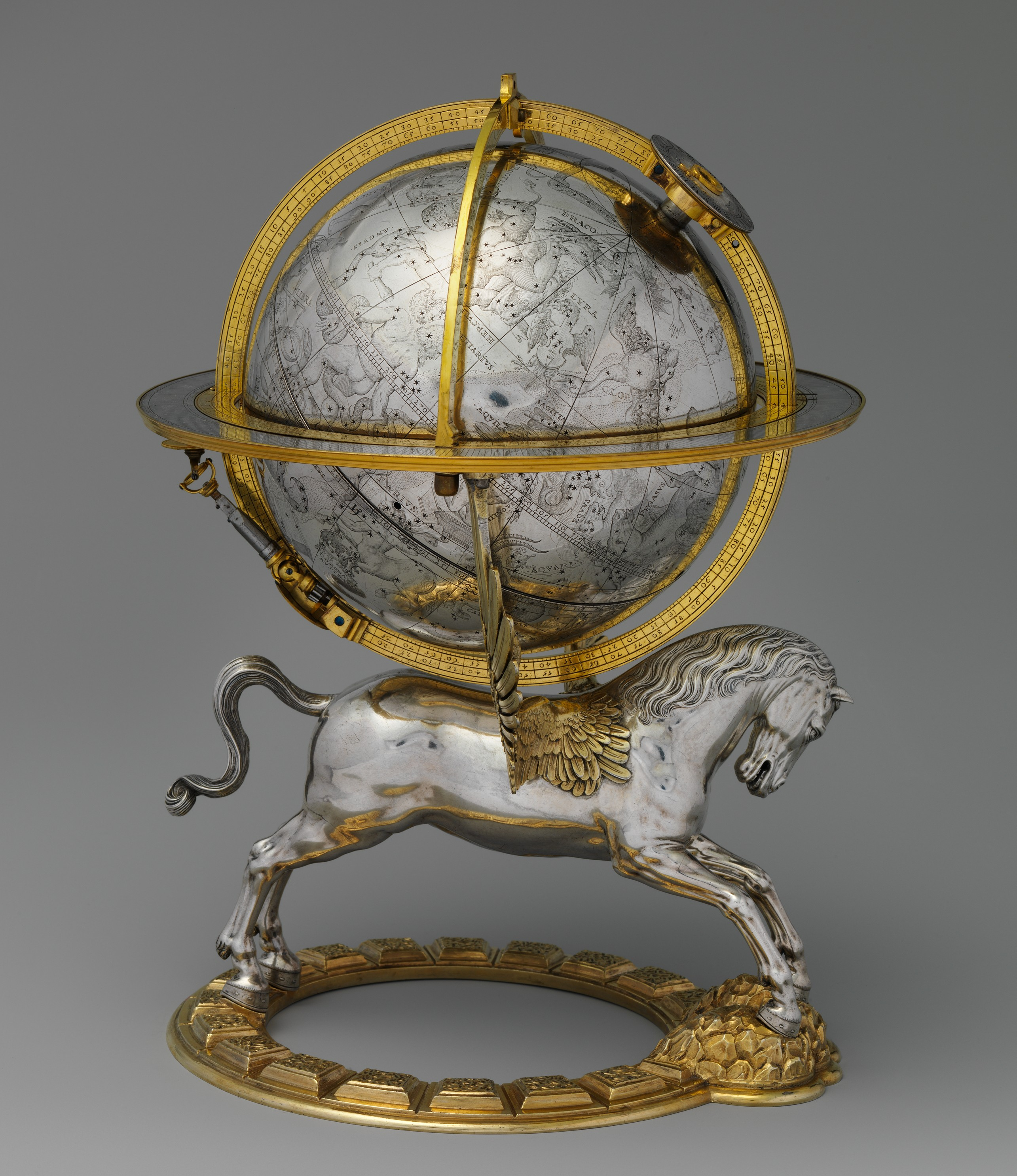
Globus celestial amb rellotge

Una de les últimes accions bèl·liques de la Guerra dels Trenta Anys fou la batalla de Praga. Mentre s'estava negociant el tractat de pau, el general Königsmarck, al cap de 3.000 soldats suecs, decidí atacar Praga, coneixedor que la ciutat oferia l'última oportunitat d'obtenir un botí important en una guerra que s'acabava. El 26 de juliol de 1648 prengueren la part occidental de la ciutat, que inclou el castell de Praga i que està separada de la resta pel riu Moldava.
Malgrat que durant tres dies els suecs es dedicaren al pillatge descontrolat i mataren unes 200 persones en el procés, la col·lecció de Rodolf no va patir danys. Sembla que aquest fet es deu a la valenta intervenció de Dionysio Meseroni, que estava a càrrec de les col·leccions. Va amagar els objectes més valuosos que pogué, i va retenir el control de les claus del castell. Si bé sota amenaça de tortura va acabar revelant la ubicació de les joies i les claus, la seva acció va permetre guanyar temps per a que comandaments suecs més responsables assumissin el control de la situació i no permetessin malmetre les col·leccions.
El saqueig del castell de Praga va incloure unes cinc-centes pintures, setanta estatuetes de bronze, tres-cents setanta instruments musicals i científics, quatre-centes "curiositats índies", cinquanta objectes d'ambre i corall, sis-cents vasos d'àgata i cristall, objectes d'ivori, pedres precioses, així com molts altres objectes i fins i tot un lleó viu.
Cristina de Suècia va ordenar per carta a les seves tropes que s'apoderessin no sols de les obres d'art de Rodolf II, sinó que també del contingut de la seva biblioteca. Els suecs no es van limitar a saquejar la biblioteca de Rodolf II, i també ho feren amb la biblioteca Rosenberg de Praga, la qual contenia entre deu mil i onze mil volums i era la major de tot Bohèmia.
Van ser necessaris uns quants mesos per organitzar el transport del botí cap a Suècia, on la reina Cristina de Suècia estava impacient per tenir en el seu poder les obres d'art saquejades. El general Königsmarck va posar al seu secretari, J. Hertwig, al càrrec del transport. Les col·leccions de Rodolf II foren carregades en cinc barcasses fluvials, i el 6 de novembre de 1848 van iniciar el viatge aigües avall del riu Moldava. Ja en aigües de l'Elba, a Dömitz, van haver d'interrompre la navegació perquè el riu estava gelat. La càrrega es va desembarcar i fou transportada per terra fins a la mar Bàltica, on van ser transportada en vaixell fins a Suècia, on va arribar a finals de maig de 1649.
La majoria de les col·leccions del castell de Praga van acabar formant part de la col·lecció d'art de Cristina de Suècia, però una part important de la resta d'obres acabà en mans de generals, oficials i altres autoritats militars com a part del pagament pel seus serveis.